# Alpes julianos
Los Alpes julianos (en esloveno, Julijske Alpe; en italiano, Alpi Giulie, en alemán Julische Alpen, en friulano Alps Juliis) son una subsección de los Alpes y Prealpes julianos. Se extienden desde el noreste de Italia hasta Eslovenia, donde se alzan hasta los 2.864 metros en Triglav. Fueron llamados así por Julio César, quien estableció el dominio romano sobre los mismos al fundar a sus pies el municipium de Forum Julii, actual Cividale del Friuli, y son parte de los Alpes Calizos del Sur. Una gran parte de los Alpes julianos están incluidos en el parque nacional Triglav.
Constituyen la porción terminal oriental de la divisoria de aguas alpina italiana. Los Alpes julianos comienzan en Tarvisio, con los macizos del Monte Santo di Lussari, del Jôf di Montasio y del Jôf Fuart. Después del Paso del Predil entran en territorio esloveno (el lado cisalpino era italiano con Venecia Julia hasta el año 1947), donde se elevan los macizos del Triglav (en italiano Monte Tricorno), del Monte Re y del Monte Nevoso.

## Clasificación

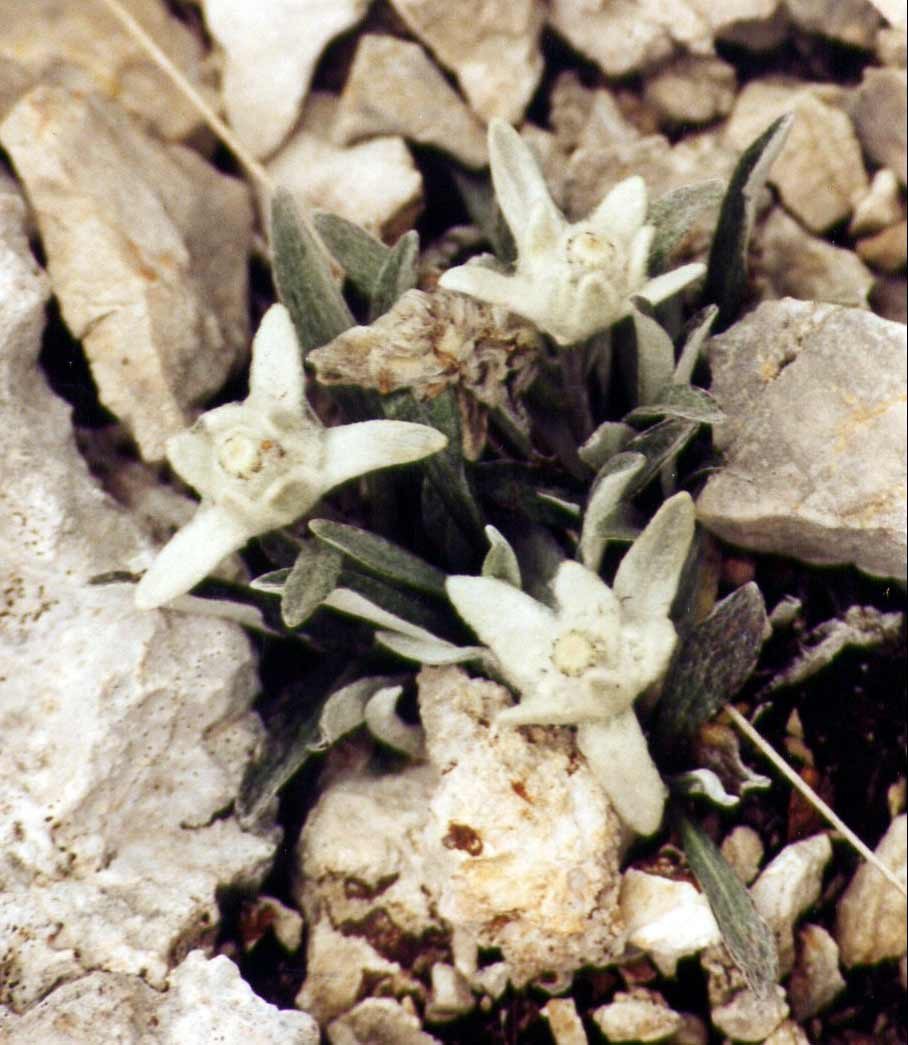
Edelweiss, Alpes julianos, Eslovenia.

La partición de los Alpes de 1926 incluía este grupo montañoso en la sección n.º 20 de los Alpes subdivididos en:
- Alpes julianos septentrionales
- Alto Carso
- Carso Corniolino.[2]

El AVE definió como Alpes julianos el grupo n.º 58 de los Alpes orientales e indica una extensión con paragón con los Alpes julianos, Prealpes julianos y Prealpes eslovenos occidentales de la SOIUSA.
Según la SOIUSA los Alpes julianos junto con los Prealpes julianos constituyen una sección de los Alpes del sudeste. La SOIUSA además atribuye a los Alpes julianos la siguiente clasificación:
- Gran parte = Alpes orientales
- Gran sector = Alpes del sudeste
- Sección = Alpes y Prealpes julianos
- Subsección = Alpes julianos
- Código = II/C-34.I

## Límites
Limitan:
- al noreste con los Karavanke (en los Alpes de Carintia y de Eslovenia) y separados por el paso de Radece;
- al sudeste con los Prealpes eslovenos occidentales (en los Prealpes eslovenos) y separados por el paso de Collepietro;
- al sudoeste con los Prealpes julianos (en la misma sección alpina) y separados por la Sella Carnizza
- al oeste con los Prealpes cárnicos (en los Alpes cárnicos y del Gail) y separados por el Canal del Ferro;
- al noroeste con los Alpes cárnicos (en los Alpes cárnicos y del Gail) y separados por la Sella di Camporosso.

Girando en el sentido de las agujas del reloj, los límites geográficos son: Sella di Camporosso, paso de Radece, río Sava Dolinka, torrente Selška Sora, paso de Collepietro, Valle della Baccia, Tolmino, río Isonzo, torrente Uccea, Sella Carnizza, Val Resia, Canal del Ferro, Val Canale, Sella di Camporosso.

## Subdivisión
Según la SOIUSA, los Alpes julianos se subdividen en cinco supergrupos y doce grupos:
- Cadena Jôf Fuârt-Montasio (A)
  - Grupo del Jôf Fuârt (A.1)
    - Subgrupo del Jôf Fuârt (A.1.a)
    - Subgrupo del Riobianco (A.1.b)

  - Gruppo del Montasio (A.2)
    - Subgrupo del Montasio (A.2.a)
    - Subgrupo del Monte Cimone (A.2.b)
    - Costiera Jôf di Dogna-Monte Piper-Jôf Miezegnot (A.2.c)
- Cadena del Canin (B)
  - Grupo del Canin (B.3)
    - Subgrupo del Monte Leupa (B.3.a)
    - Subgrupo de la Cima del Lago (B.3.b)
    - Nudo del Monte Canin (B.3.c)
    - Costiera del Monte Sart (B.3.d)
    - Costiera del Monte Guarda (B.3.e)
- Cadena Mangart-Jalovec (C)
  - Grupo del Mangart (C.4)
    - Dorsal Bucher-Picco di Mezzodì (C.4.a)
    - Nudo del Mangart (C.4.b)
    - Dorsal del Ponze (C.4.c)

  - Grupo Jalovec-Bavški Grintavec (C.5)
    - Nudo del Jalovec (C.5.a)
    - Dorsal de la Loska stena (C.5.b)
    - Dorsal del Pelci (C.5.c)
    - Dorsal del Bavški Grintavec (C.5.d)
    - Dorsal delle Mojstrovke (C.5.e)
- Cadena de la Škrlatica (D)
  - Grupo Prisank-Razor (D.6)
  - Grupo del Škrlatica (D.7)
    - Nudo del Škrlatica (D.7.a)
    - Montes de Martuljek (D.7.b)
- Cadena del Triglav (E)
  - Grupo del Triglav (E.8)
    - Nudo del Triglav (E.8.a)
    - Subgrupo Lepo Spicje-Komenske gore (E.8.b)
    - Montes de Stara Fuzina (E.8.c)

  - Grupo Pokljuka-Mežakla (E.9)
    - Montes de la Pokljuka (E.9.a)
    - Costiera de la Mežakla  (E.9.b)
- Cadena Nero-Tolminskikuk-Rodica (F)
  - Montes inferiores de Bohinj (F.10)
    - Dorsal Bogatin-Vogel (F.10.a)
    - Dorsal Rodica-Črna prst (F.10.b)
    - Dorsal del Možic (F.10.c)

  - Grupo del Monte Nero (F.11)
    - Nudo del Monte Nero (F.11.a)
    - Costiera del Polovnik (F.11.b)

  - Grupo Ratitovec-Jelovica (F.12)
    - Subgrupo del Ratitovec (F.12.a)
    - Subgrupo de la Jelovica (F.12.b)

## Picos
Sus más importantes picos son:
- Triglav (esloveno)/Tricorno (italiano) 2.864 m
- Jôf di Montasio/Montaž/Montasch; 2.755 m
- Škrlatica 2.740 m
- Mangart 2.679 m
- Jôf Fuârt (esloveno: Viš) 2666 m
- Visoki Rokav 2646 m
- Jalovec (esloveno; en italiano, Monte Gialuz) 2645 m
- Veliki Oltar 2621 m
- Razor 2.601 m
- Kanin (esloveno; en italiano, Monte Canin) 2.582 m
- Kanjavec (esloveno; en italiano, Cima degli Agnelli) 2.568 m
- Prisojnik 2547 m
- Prestreljenik 2500 m
- Špik 2472 m
- Tošc 2.275 m
- Krn (esloveno; en italiano, Monte Nero) 2.244 m
- Monte Rombon 2207 m
- Monte Rosso (italiano; en esloveno, Batognica) 2163 m
- Jof di Miezegnot 2087 m
- Cima del Cacciatore 2071 m
- Monte Re 1912 m
- Monte Santo di Lussari 1790 m.

## Pasos de montaña
Importantes pasos de los Alpes julianos son:
- Vršič, 1.611 m, enlaza con el valle del Sava y el valle del Soča. Es el paso montañoso más alto de Eslovenia.
- Paso Predil (Villach/Beljak por Tarvisio/Trbiž y Bovec hasta Gorizia/Gorica), camino pavimentado de 1.156 m.
- Hrušica/Birnbaumerwald (Liubliana hasta Gorizia/Gorica), camino pavimentado de 883 m.
- Saifnitz o Paso Pontebba/Tabeljski prelaz (Villach/Beljak por Tarvisio/Trbiž y Pontebba/Tablja hasta Údine/Videm), ferrocarril, camino pavimentado, autopista/autostrada/avtocesta a 797 m.

## Reserva de la biosfera
Partes de los Alpes julianos eslovenos están protegidos como reserva de la biosfera desde el año 2003. El límite de esta reserva de la biosfera está en el límite entre Italia y Eslovenia. Abarca el parque nacional Triglav y la región que lo rodea. Se extiende entre 46º 9' y 46º 30' N; y de 13º 27' a 14º 11' E.46°21′N 13°44′E / 46.350, 13.733
Con una altitud entre 170 a 2.864 m s. n. m. (esto en la cumbre de Triglav), se trata de una zona de montañas alpinas y mesetas cársticas, con un clima alpino caracterizado por inviernos fríos y veranos cortos, aunque los valles que se abren al Mediterráneo al sur tienen condiciones climáticas más suaves. Su principal ecosistema son los montes y piedemontes alpinos.
En la Zona Núcleo (55.332 ha), que abarca el área central del P.N. Triglav, y en la Zona Tampón (28.475 ha rodeando el P.N. Triglav), hay veinticinco asentamientos con unos dos mil habitantes. La Zona de Transición, de 111.723 ha, se extiende por tres municipios: Kobarid, Bled, Bohinj) y tiene 33.700 habitantes.

## Deportes
En los Alpes Julianos se practican todo tipo de deportes de montaña y aventura:
- Senderismo: existen más de 300 km de senderos señalizados en los Alpes Julianos, con itinerarios de duración y dificultad variable. De especial relevancia es el Juliana Trail (267 km. Inaugurado en 2019
- Esquí: hay varias pistas de esquí, como Vogel, Kranjska Gora, Krvavec, Cerkno, Dreiländereck o Kanin.
- Alpinismo: Es clásica la ascensión al Triglav (2.864 m s. n. m.), que dice la tradición que todos los eslovenos deben hacer al menos una vez en la vida. Muy fácil en verano sin nieve, gracias a la instalación de cableado hasta la cima y al refugio a 1600 m. que solo abre en época estival.
- Escalada: Existen más de 100 zonas de escalada en roca en los Alpes Julianos, como Kranjska Gora, el Valle del Soča, Bohinj, Kraski Rob, Valle de Vipava o Kotecnik.

## Galería fotográfica

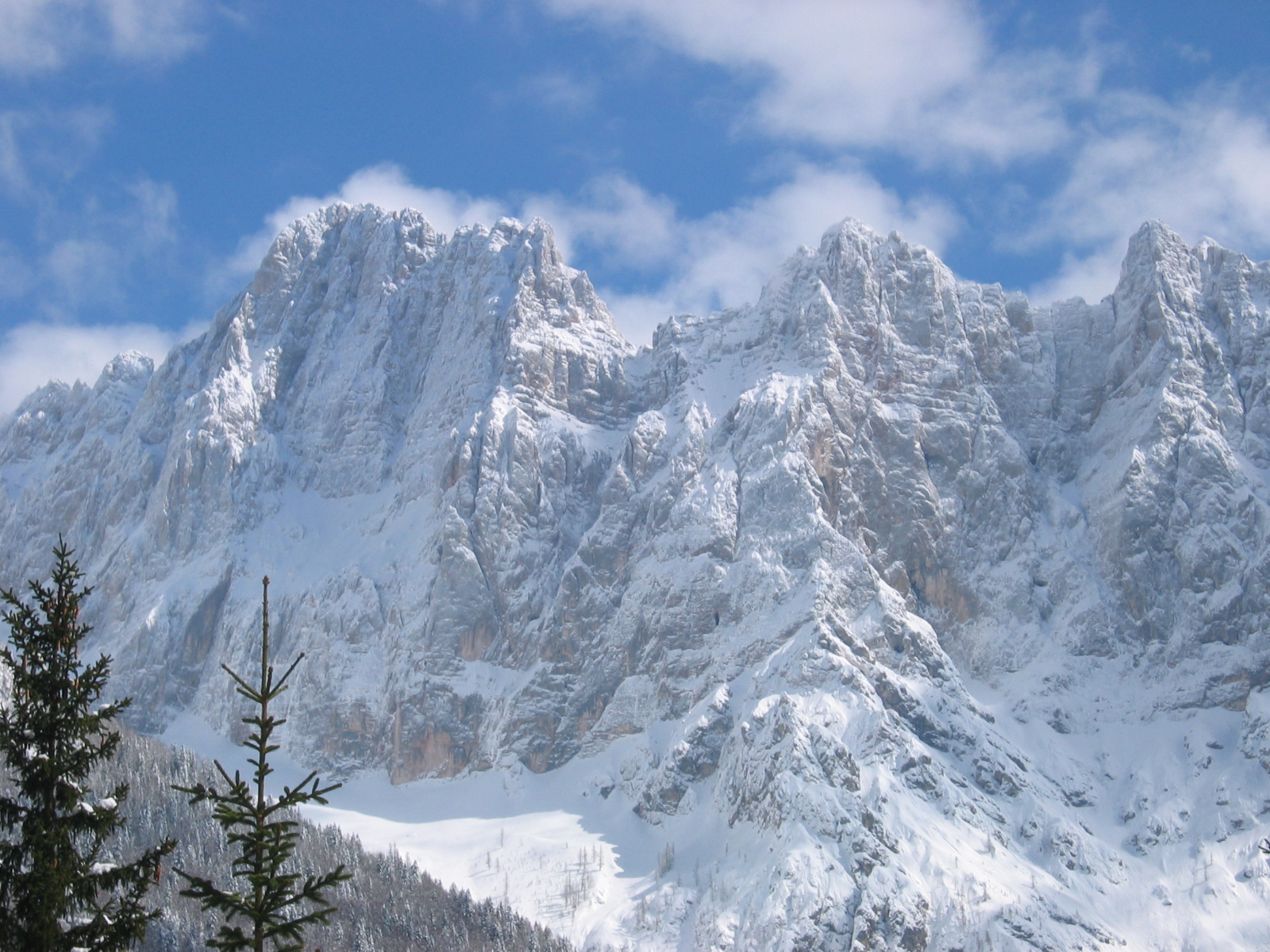
El monte Škrlatica.
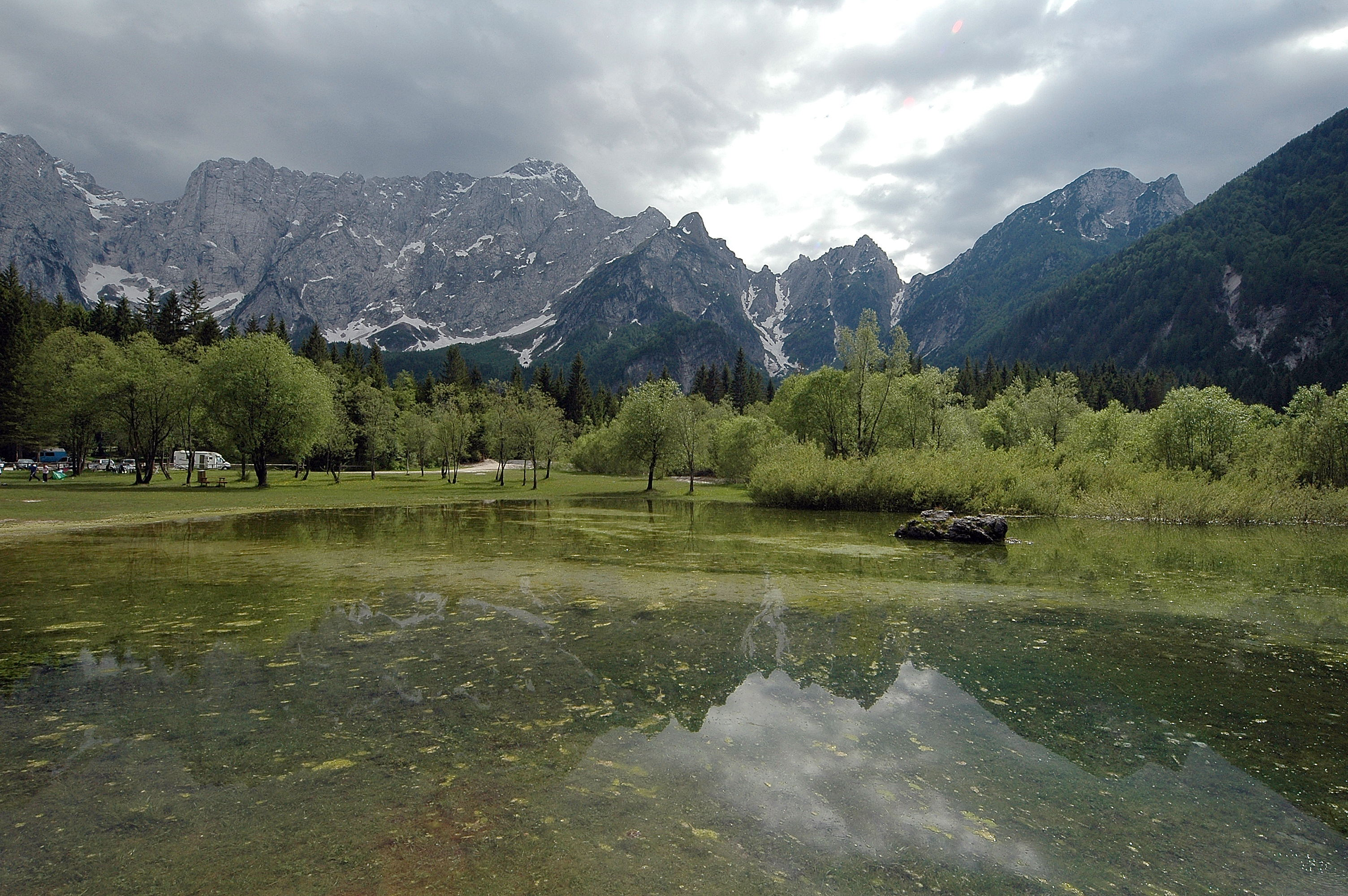
Los lagos de Fusine y el monte Mangart.
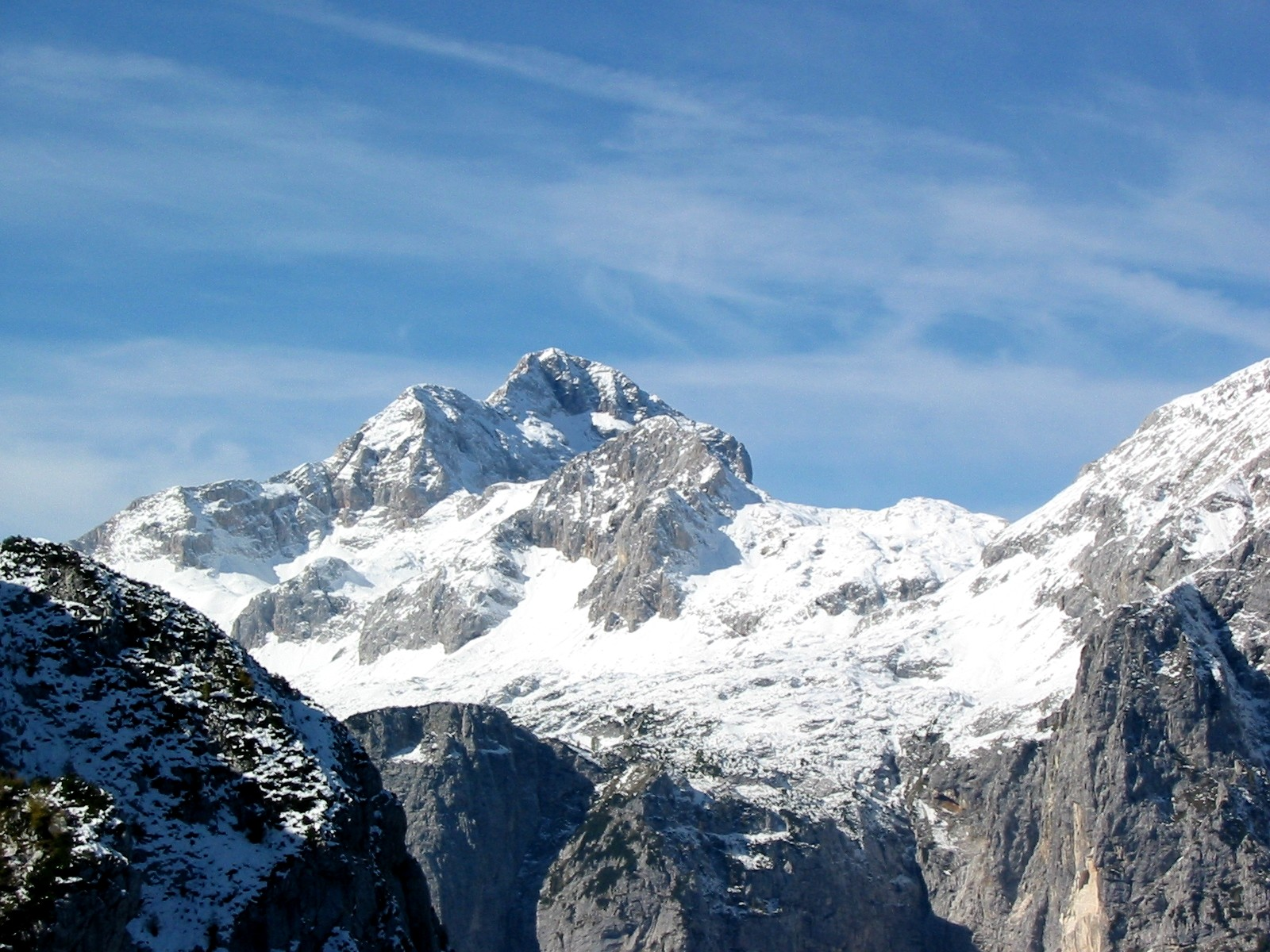
El Triglav.
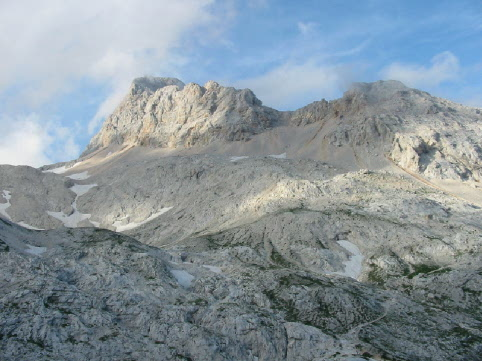
Las abruptas paredes rocosas del Triglav.
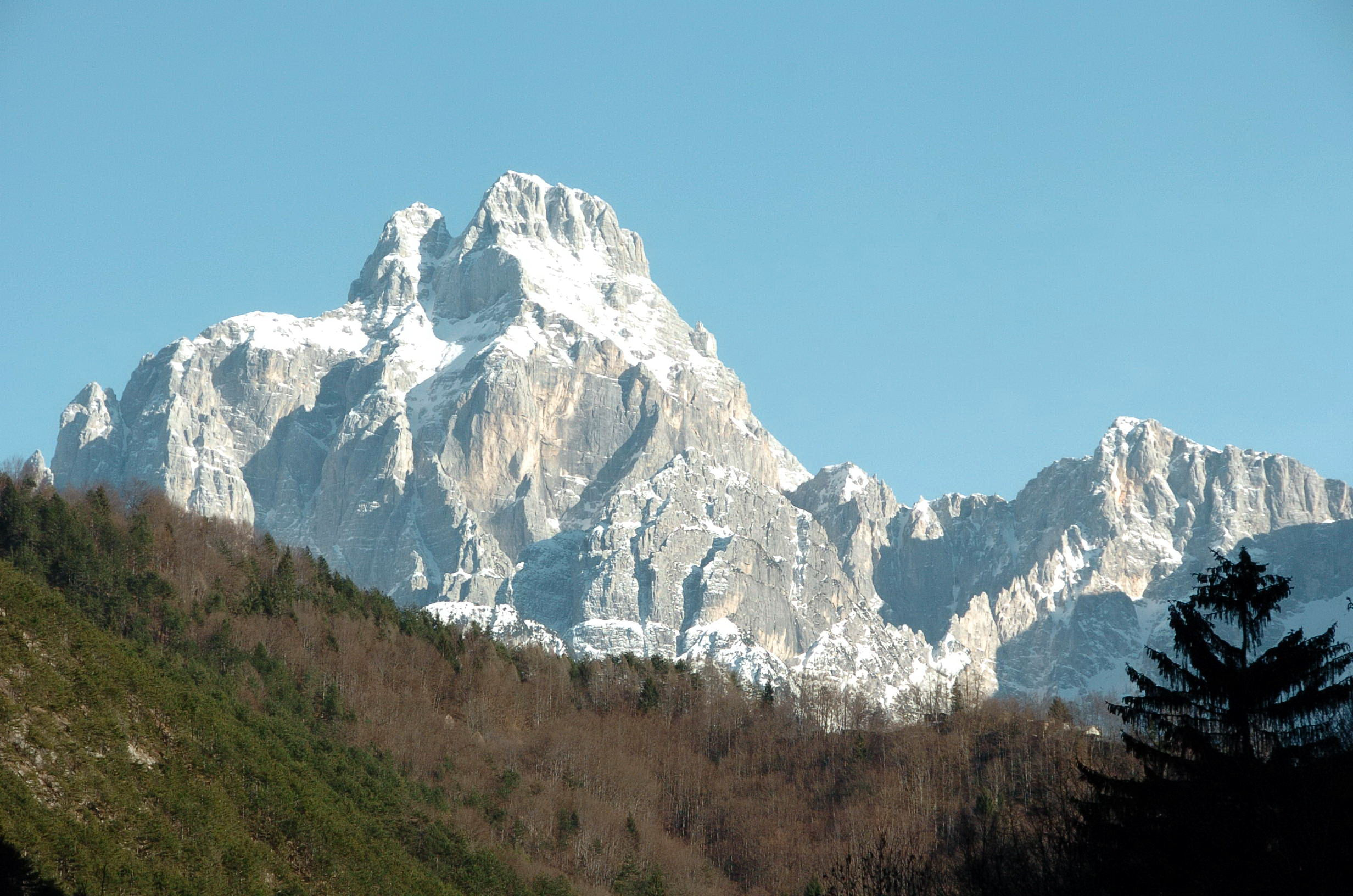
El Jôf di Montasio.